# エドヴァルト・リッツ＝シミグウィ

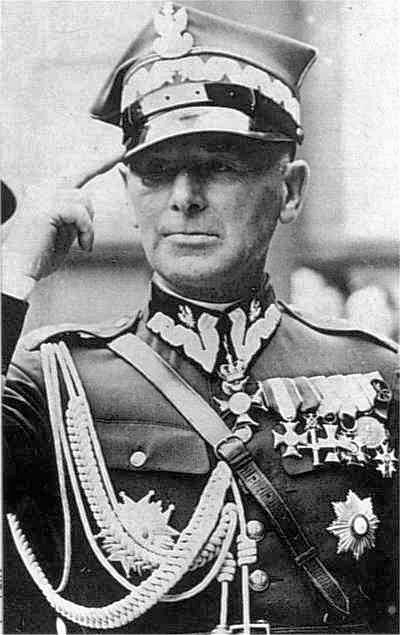
エドヴァルト・リッツ

エドヴァルト・リッツ＝シミグウィ（ポーランド語: Edward Rydz-Śmigły, 1886年3月11日 - 1941年12月2日）は、ポーランドの軍人、画家、詩人。1939年のナチス・ドイツとソ連によるポーランド侵攻時のポーランド軍総司令官。

## 生涯
オーストリア＝ハンガリー帝国領ブジェジャニ近郊ワプシン（現ウクライナ領）出身。家系はドイツ系ポーランド人。Rydzはドイツ系の姓Ritz（「リヒャルトの息子」の意味）より。父トマシュは旧オーストリア＝ハンガリー帝国陸軍の下士官。本来の姓はリッツのみであるが、もとはあだ名であった「シミグウィ」（ポーランド語で「素早い」の意味）をつけて、リッツ＝シミグウィと改姓した。
ギムナジウム卒業後、クラクフのヤギェウォ大学に入学。哲学および美術史を専攻。クラクフ美術学校（現ヤン・マテイコ美術アカデミー）に進学し、ウィーン、ミュンヘンに留学。
ウィーン遊学中の1910年頃、予備士官としてテレジア士官学校に入学し、歩兵第4連隊にて訓練を受ける。少尉任官後の1912年、ポーランド人準軍事組織「猟兵連合 (Związek Strzelecki)」の設立に関わる。同年、美術アカデミーを卒業。早くもその美術的才能が注目され、彼の将来は約束されているかのように思われた。
しかし1914年、第一次世界大戦が勃発。8月、リッツも応召され、ユゼフ・ピウスツキ率いるポーランド第1旅団の所属としてヴィスワ川周辺にてロシア軍と交戦を繰り返す。戦闘を交わす中でみるみるうちに出世し、1916年、大佐に昇進。しかし戦火のなかでも絵に対する情熱は忘れておらず、画廊に自身の絵を出展している。
1917年、ピウスツキが自身の部隊をドイツ・オーストリア軍の一部となることを拒否したため、部隊は強制解散、ピウスツキら指揮官はマルデブルク監獄に投獄された。
幸いにも、このとき健康上の問題から投獄を免れたリッツは、ピウスツキの意志を継ぎ、ポーランド軍の創設に携わる。1918年10月、ポーランド共和国臨時委員会戦争大臣に就任。
1919年、ポーランド・ソビエト戦争に参加し、各地を転戦。ヴィリニュスおよびダウガフピルスを占領した。その後、ラトビア軍の最高指揮官に就任し、ソ連軍からラトガレを奪還。続いて、赤軍第12師団を壊滅させ、キエフをも手中に収めた。ワルシャワの戦いでは中央軍を指揮し、ワルシャワを死守。のち攻勢に転じ、第4軍および第15軍、ハイク・ベジシカン率いる第3騎兵軍団の退路を封じ、「ヴィスワの奇跡」と言わしめた。
戦後、リッツはヴィリニュス方面軍、のちワルシャワ中央軍にて監察総監の地位に就いた。
1926年、ピウスツキがクーデター（五月革命）を起こすと、リッツは反乱軍に加わり、政権掌握に貢献した。この功績から、1929年に東部方面軍総監の地位に任ぜられた。
1935年5月13日、ピウスツキの死去とともにポーランド軍監察総監に就任し、軍の最高権力者となった。
1936年10月には、ポーランド元帥。
1939年9月のドイツ軍の侵攻には、最高司令官としてポーランド軍を指揮し、ワルシャワの死守とルーマニア橋頭堡での持久を計るが、9月17日にソ連軍が東部国境より侵攻すると、ルーマニアへの脱出を国軍に命じると共に、自らも政府要人とともに、ルーマニアに脱出し抑留された。
ルーマニアで抑留中の10月に一切の公職を辞任し、権限をシコルスキ将軍の在仏ポーランド亡命政府に移譲したが、亡命政権には参加しなかった。
1939年12月には、ルーマニアを脱出し、1940年10月にはワルシャワに秘密裏にもどり、国内軍の地下運動に参加した。
1941年12月に、ワルシャワにて心不全により急死。享年55。